# Sidney Corbett

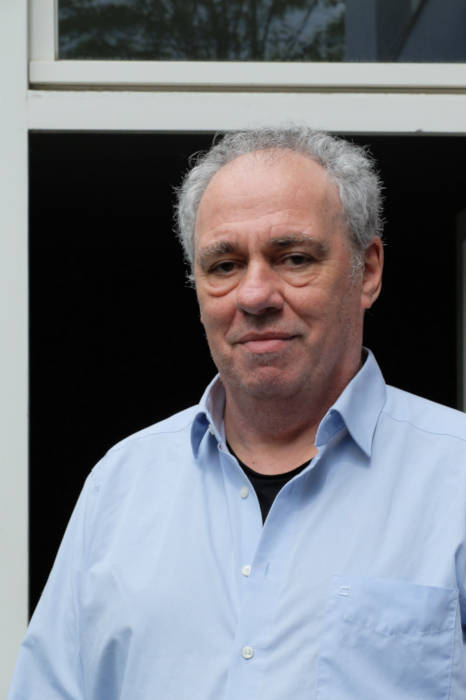
Sidney Corbett (2022)

Sidney Corbett (* 26. April 1960 in Chicago, Illinois) ist ein US-amerikanischer Komponist Neuer Musik, E-Gitarrist und Professor für Komposition an der Hochschule für Musik und Darstellende Kunst in Mannheim. Seit 1985 lebt er vorwiegend in Deutschland.

## Biografie
Sidney Corbett wurde 1960 in Chicago geboren, als Sohn einer jüdischen Mütter und eines katholischen Vaters, wuchs allerdings ohne religiöse Erziehung auf. 1968 zog er mit der Familie nach Kalifornien, wo er bereits mit fünfzehn Jahren als E-Gitarrist in verschiedenen Bands in Los Angeles spielte und ab 1977 seine ersten Werke komponierte.
1978 bis 1982 studierte er Philosophie und Komposition an der University of California, San Diego, u. a. bei Bernard Rands und Pauline Oliveros. 1985 setzte Corbett sein Kompositionsstudium an der Yale University fort, lehrte dort bereits 1985 als „Teaching Fellow in Composition“ und promovierte 1989 mit einer Analyse des Werkes Hyperprism des französischen Komponisten Edgar Varèse. Seine Lehrer an der Yale University waren Jacob Druckman, dessen Assistent er war, sowie Martin Bresnick, Frederic Rzewski und Morton Subotnick. Bereits 1985 wurde Corbett mit dem BMI Student Composer Award ausgezeichnet.
1985 bis 1988 studierte er Komposition bei György Ligeti an der Musikhochschule Hamburg und war Teilnehmer am Doktorandenseminar von  Vladimír Karbusický am Musikwissenschaftlichen Institut der Universität Hamburg.
Corbett lebt seit 1985 überwiegend in Europa, v. a. in Hamburg, Stuttgart und Berlin. Seit 1991 hält er regelmäßig Gastvorträge und Meisterkurse in Europa und Nordamerika. 1994–1995 war er Gastprofessor für Komposition und Analyse zeitgenössischer Musik an der Duke University in Durham (North Carolina).

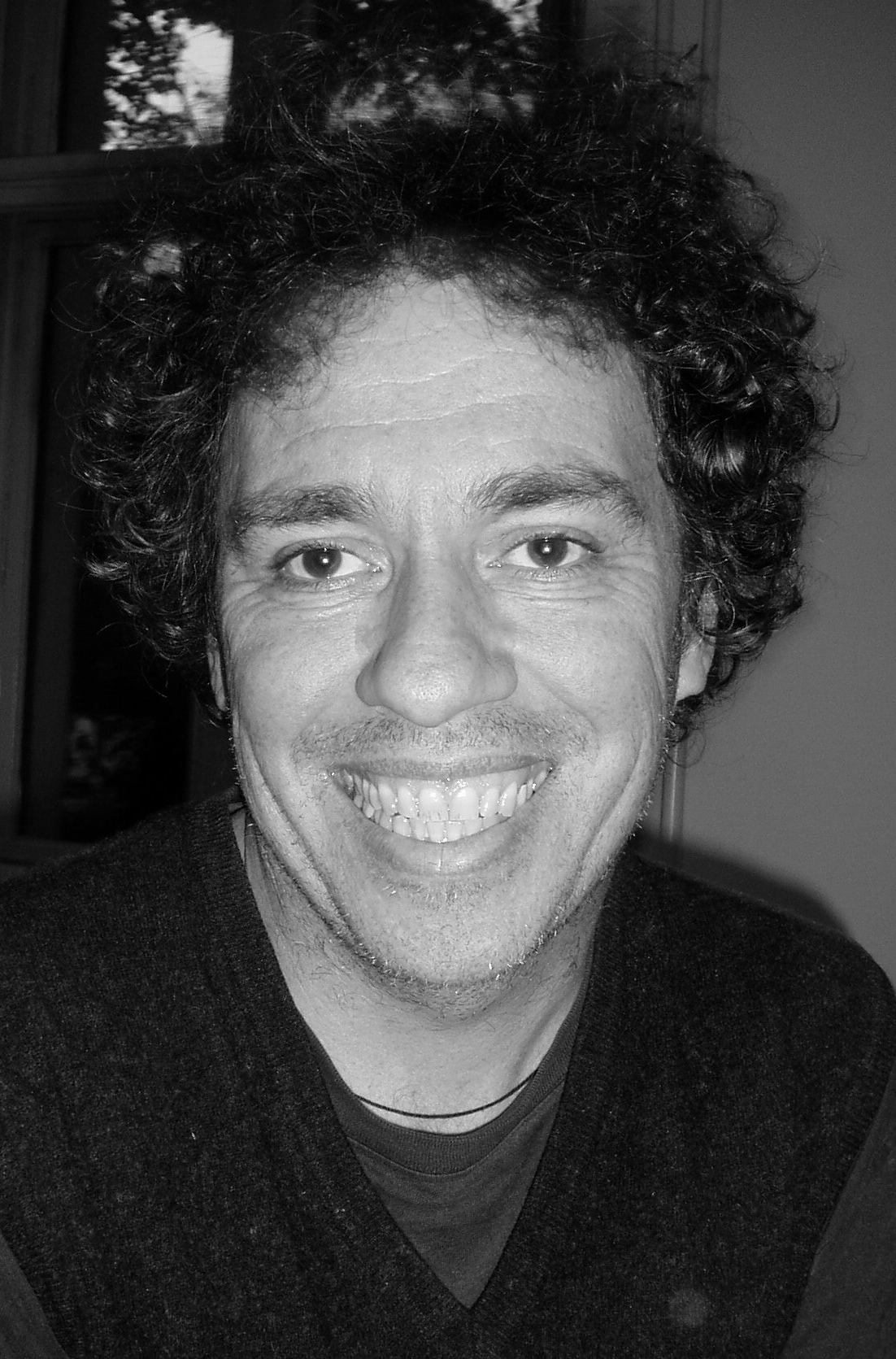
Sidney Corbett (2006)

2006 wurde Corbett als Professor für Komposition an die Hochschule für Musik und Darstellende Kunst Mannheim berufen. Dort leitet er auch das von ihm gegründete Forum Neue Musik sowie die Konzertreihe der Gesellschaft für Neue Musik Mannheim. Seit 2014 lebt Corbett mit seiner Familie in Schwetzingen.
Nach wie vor spielt er Gitarre, u. a. 2004–2008 in der Avantgarde Techno/House Band „Vierte Heimat“ sowie bis heute in verschiedenen improvisierenden Formationen.
Corbett verfasst seit Jahren Beiträge zu musikalischen Themen, er war auch an der Programmgestaltung verschiedener Konzertreihen beteiligt, u. a. der College Music Society Europe (CMSE), Köln und von Musica Nova, Stuttgart.
Seit 2022 ist Corbett Mitglied der Akademie der Künste (Berlin).
Corbetts Kompositionen werden von der Edition Peters, Leipzig – London – New York verlegt und weltweit vertrieben.
Veröffentlichungen seiner Werke sind bei Sony Classical, Cybele, Mode Records, CRI, Edition Zeitklang, Kreuzberg Records, Blue Griffen, Edition Kopernikus und Ambitus Records erschienen.

## Kompositorisches Schaffen

### Inspiration, Quellen
Für Corbett ist das Komponieren spirituell, denn er beschäftigt sich intensiv mit spirituellen und theologischen Fragen, aber auch beispielsweise mit islamischer Mystik. Für ihn ist die spirituelle Beschäftigung eine Quelle der Inspiration, das Spirituelle ist mit dem Musikalischen untrennbar verbunden.
Häufig verwendet Corbett Heilige Schriften als Inspiration: Aus der jüdischen Bibel beispielsweise mehrmals Psalm 39, z. B. Psalm 39 für gemischten Chor (2010), Canticum David für sieben Stimmen (2015) und Ein Fremdling, wie alle meine Väter … für Kontrabass-Klarinette (2021); instrumentelle Variationen über prophetische Literatur wie Three Lamentations [Of the Prophet Micah] für Alt-Saxofon und Orgel (1998). Biblische Figuren gibt es auch in den Opern Noach (2001) und Die Andere (2016).
Corbett verwendet Texte aus dem Koran, z. B. in Die Sieben Tore (The Seven Gates) für Mezzosopran, Sprecher, Flöte, Harfe, Klavier und Schlagzeug (2004) oder bezieht sich auf den Talmud z. B. in Bleeding in Babylon für Bass-Klarinette, Gitarre und Kontrabass (2004).
Auch mystische Werke haben Corbett inspiriert, u. a. Texte von Meister Eckhart zu Des Engels Licht für Sopran, Akkordeon, Harfe und Streichtrio (2005) sowie Vom inneren und äußeren Menschen. Ein Narrenspiel in 13 Inseln für Sopran, Bariton, Sprecher/Schauspieler und Bibelregal (2010) und Mechthild von Magdeburg zu Unsér Súnde für fünf Stimmen (2007).
Corbetts Interesse für Architektur spiegelt sich wider beispielsweise in der Bezeichnung seiner Sinfonie Nr. 1 „Tympan“ für großes Orchester (1991–1992), hier wird das Tympanon, eine bogenförmig abschließende Schmuckfläche über dem Türsturz des Portals einer Kathedrale, als Bezeichnung für das Stück verwendet. Architektonische Grundrisse und Proportionen des Gladbacher Münsters bilden Bezugspunkte für das mit der Künstlerin Brigitte Zarm gestaltete Projekt Die Stimmen der Wände für Alt-Flöte, Saxofon, Posaune, E-Gitarre, Violine und Violoncello (1993).
Literarische Einflüsse finden sich im Musiktheater, das einen Schwerpunkt seines Schaffens bildet, aber auch zahlreichen anderen Werken. Beispiele dafür sind zahlreiche Vokalwerke wie Portals für Tenor und Gitarre (1998) nach Gedichten von Walt Whitman, Lieder aus der Bettlerschale für Sopran und Klavier (1998) nach Gedichten von Christine Lavant, Nova angeletta für Alt und Violine (1996) sowie für Sopran und Viola (2000) nach einem Gedicht von Francesco Petrarca, Kykloi für Sopran und Kammerensemble (2009) nach einem Textfragment von Barbara Köhler und Rasch für Sopran, Klarinette, Viola, Violoncello und Klavier nach Texten von Roland Barthes (2010).
Auch Werke der Instrumentalmusik zeugen von literarischer Affinität des Komponisten, z. B.
in Breathing the Water (2006) werden Texte von Denise Levertov der Poesie von Amal al-Jubouri gegenübergestellt. Yaël (2004) reflektiert Corbetts intensive, jahrzehntelange Beschäftigung mit dem Werk von Edmond Jabès.
Durch philosophische Texte beeinflusste Werke sind u. a. Aporia für Kammerensemble (2019), inspiriert von Texten von Jacques Derrida und Utopie und Nähe für Solo-Violine und sechs Stimmen (2020) nach Texten von Ernst Bloch.

### Stil
Corbett ist ein Künstler, der nicht einfach dem Mainstream der Neuen Musik zuzuordnen ist.
Er ist aktiver Gitarrist und hat viel Erfahrung als improvisierender Musiker in verschiedenen Zusammenhängen, beispielsweise mit der avantgardistischen Techno-House-Band „Vierte Heimat“, mit dem  Ensemble „Letzte Dernière“ in der Besetzung zwei Kontrabässe, Cello und E-Gitarre, in dem z. B. Werke von Giacinto Scelsi oder Rebecca Saunders als Impro-Grundlagen genommen wurden, und mit dem libanesischen Musiker Mazen Kerbaj.
Seine musikalische Ausbildung begann nicht mit klassischer Musik, erst mit 17 Jahren erlernte er die Notenschrift – zuvor hatte er als Gitarrist alles per Gehör gemacht, also auswendig gelernt oder improvisiert. Daher ist er sehr offen gegenüber unterschiedlichen Musikrichtungen.
Während seines Kompositionsstudiums in San Diego ab 1978 wurde Corbett mit extremsten Formen der Avantgarde-Musik konfrontiert; 1982 begann er sein Studium an der Yale-University und interessierte sich zum ersten Mal für die sogenannte traditionelle Musik – beides hat die musikalische Sprache seiner Kompositionen zu dieser Zeit beeinflusst.
Besonders geprägt wurde er 1985–1988 durch das Kompositionsstudium bei György Ligeti. Corbetts Stil wurde von Ligeti damals als zu stark avantgardistisch kritisiert. Corbett wurde angeregt, seine eigenen Kompositionen kritischer und vor allem genauer zu betrachten.
Corbett entwickelte eine eigenständige Klangsprache, die durch eine in erster Linie vokal ausgerichtete, streng lineare Melodik bestimmt ist. Oft werden die melodischen Linien im Halb- oder Ganztonabstand gegeneinander verschoben, dies führt zu einer dissonanzreichen, tonal mehrdeutigen Harmonik. Charakteristisch für seine Musik sind komplex überlagerte rhythmische Pulsationen; metrische Schwerpunkte werden negiert, sodass Corbetts Musik einen fließenden, in großen Phrasen schwingenden Charakter erhält und doch die formale Geschlossenheit behält. Durch die Einbeziehung besonderer Spieltechniken und die oft unkonventionelle Kombination von Instrumenten wird ein reiches klangliches Farbspektrum erzielt.

### Musiktheater
Ein besonderer Fokus von Corbetts Schaffen liegt im Bereich des Musiktheaters.
NOACH, nach einem Libretto von Christoph Hein, wurde 2001 im Theater Bremen uraufgeführt. Eine junge Frau trifft in einem abbruchreifen Haus auf einen sehr alten Mann; dieser behauptet, der biblische Noach zu sein.
Die Kammeroper Keine Stille außer der des Windes, in Anlehnung an Texte von Fernando Pessoa, wurde 2007 im Theater Bremen uraufgeführt. Die Librettistin Simone Homem de Mello hat eine Konstellation von sechs Figuren geschaffen, die man als Stimmen EINES Bewusstseins verstehen kann. Weitere Aufführungen folgten 2022 am Nationaltheater Mannheim.
Bei Ubu: Eine Groteske ist das Schauspiel Ubu Roi von Alfred Jarry Basis für das Libretto von Simone Homem de Mello. Die Musik, mit einer zentralen Rolle des Kinderchors, enthält Zitate von Jimi Hendrix sowie aus der Metal- und Hardrockszene. Die Uraufführung fand 2012 am Musiktheater im Revier statt.
Das große Heft wurde nach der Weltpremiere 2013 am Theater Osnabrück auch 2022 am Staatstheater Braunschweig aufgeführt. Grundlage ist Ágota Kristófs Roman Das große Heft über das Schicksal eines Zwillingspaares in der Schreckenszeit des Krieges. Die Buben geraten in eine Welt der Verrohung und des Unrechts, sie werden sowohl Täter als auch Opfer. Nach der Uraufführung in Osnabrück war das Publikum so erschüttert, dass – vor dem Applaus – minutenlange Stille herrschte.
Die Kammeroper Die Andere, nach einem Libretto von Christoph Hein, erzählt von Abraham und seiner Frau Sara aus dem Alten Testament und wurde 2016 am Theater Magdeburg uraufgeführt. Abraham schwängert Hagar, die ägyptische Magd seiner Frau, um den von Gott prophezeiten Statthalter zu zeugen, aber auch die 90-jährige Sara wird schwanger. Hagars Sohn Ismael und Saras Sohn Isaak werden Stammväter zweier Völker.
San Paolo, nach einem unrealisierten Drehbuch von Pier Paolo Pasolini über das Leben des Apostels Paulus, übertragen in das 20. Jahrhundert, wurde im April 2018 in Osnabrück uraufgeführt und erhielt den Pfalzpreis für Musik 2018.
Jago befasst sich mit der psychischen Deformation des Jago aus Shakespeares Othello, es ist eine Studie über das tief verwurzelte Böse. Die konzertante Erstaufführung fand 2022 in Falkenhagen (Brandenburg) statt.

## Festivals und Auftritte (Auswahl)
Gaudeamus Amsterdam (1988), Biennale Zagreb (1989), New Orchestra Project – New York (1989), Steirischer Herbst (1989), Ensemblia  Mönchengladbach (1987, 1993), Gewandhaus Leipzig (1995), Performing Arts Chicago (1995), Duke Summer Arts Festival (1996), New American Music Festival – Sacramento, USA (1998), Klangwerkstatt Berlin (2001), 
Eclat Stuttgart (2002), Philharmonie (2004), Tacheles Berlin 2004, Forum Neue Musik – DLF Köln (2005), Kampnagel Hamburg (2005), Tonhalle Düsseldorf 2006, Klangwerkstatt Berlin (2006, 2018, 2021), Klangwerktage Hamburg (2007, 2012), Wien Modern (2009), 
Bregenzer Festspiele (2020, 2021), SinusTon-Festival für elektroakustische Musik (2014), Nordic Piccolo Festival (2023), Baltic Music Days Riga (2023) u. a.

## Hauptwerke (Auswahl)

### Opern
- X und Y (1995)
- Noach (2001)
- Keine Stille außer der des Windes (2007)
- Das große Heft (2013)
- Die Andere (2016), Libretto: Christoph Hein
- San Paolo (2018)
- Jago (2022)[43]

### Orchesterwerke
- Ghost Reveille (1984)
- Posaunenkonzert (1994)
- Yael (2005)
- Exits (2005)
- Among the Lemmings (2009)
- Through a Glass, darkly (2016)
- Paganini Remix (2019)
- Goldberg Hallucination Remix (2019)
- Violence and Longing (2020)[44]
- Toward Absence (2023)[45]

### Sinfonien
- Nr. 1: Tympan (1992)
- Nr. 2: The immaculate sands (2004)
- Nr. 3: Breathing water (2006)

### Vokalmusik
- Caverna (1994)
- Maria Magdalena (2005–2007)
- Lucerna (2007)
- Unsér Súnde (2007)
- Psalm 39 (2010)
- Canticum David (2015)
- Zwei leise Gebete (1994/2017)
- Utopie und Nähe (2020)[46]

### Kammermusik
- Die Stimme der Wände (1993)
- Kammersinfonie (1995)
- Gesänge der Unruhe (2003)
- Fractured Eden (2005)
- Lines for Malte Spohr (2006)
- Variationen über einen Gedanken von György Kurtág (2008)
- Only what Disappears (2013)
- Variationen über einen Gedanken von György Kurtág II (2013)
- Überzeichnung (Lines for Malte Spohr) (2018)
- Red Traces (Lines for Malte Spohr) (2018)
- Ararat (2019)
- la voce abbandonata (in memoriam georg katzer) (2019)
- Aporia (2019)
- In the red chamber (2022) für Ensemble[47][48]
- Suspended Disbelief (2023) für Streichquartett[49]

## Schriften (Auswahl)
- Auf der Suche: Zum Tode des amerikanischen Komponisten Jacob Druckman. In: Neue Zeitschrift für Musik Nr. 4, Juli/August 1996, Schott Verlag, Mainz
- Die amerikanische Neue-Musik-Szene: Der subjektive Überblick eines Komponisten. In: Musik & Ästhetik, Heft 6, 1998, Klett-Cotta Verlag, Stuttgart
- Verzicht ist eine Antwort (zu den Begriffen Fortschritt, Avanciertheit und Avantgarde). In: Musik & Ästhetik, Heft 33, Januar 2005, Klett-Cotta Verlag, Stuttgart